# Bullimus gamay
Bullimus gamay is een knaagdier uit het geslacht Bullimus dat voorkomt in de bossen op het eiland Camiguin in de Filipijnen, tussen 900 en 1475 m hoogte. De naam gamay is het Cebuano woord voor "klein". De soort stamt waarschijnlijk af van exemplaren van Bullimus bagobus of de voorouder van die soort die de smalle maar diepe zeestraat tussen Camiguin en Mindanao overstaken. B. gamay is een kleine Bullimus-soort met een zachte, dikke, roodbruine vacht. De buik is maar iets lichter dan de rug. De derde kies is relatief klein.